# Aron Atabek
Aron Qabyşūly Edigeev (en kazakh cyrillique : Арон Қабышұлы Едігеев ; en russe : Арон Кабышевич Едигеев, Aron Kabychevitch Iedigueïev), dit Aron Atabek (en kazakh cyrillique et en russe : Арон Атабек), né le 31 janvier 1953 et mort le 24 novembre 2021 à Almaty, est un écrivain, poète et dissident politique soviétique puis kazakh. À la naissance, son nom de famille était Nūtuşev (en kazakh cyrillique : Нұтушев ; en russe : Нутушев, Noutouchev).
Il est l'auteur de multiples poèmes et d'un livre critique du gouvernement kazakh. Cela le conduit à être emprisonné pendant quinze ans. Il est relâché en octobre 2021 et meurt un mois plus tard dans un hôpital kazakh où il recevait des traitements contre la Covid-19.

## Biographie

### Jeunesse et éducation
Aron Atabek naît le 31 janvier 1953. Il étudie les cultures turque et mongole dans des universités de Russie et du Kazakhstan.

### Littérature et carrière journalistique
Entre 1989 et 1992, Aron Atabek est éditeur dans les journaux Alash et HAK, qui sont alors illégaux au Kazakhstan. Parallèlement, il écrit plusieurs ouvrages de poésie et de prose inspirés de la spiritualité tengriste. En 1992, il fonde l'hebdomadaire Khak (« La vérité »). Il est emprisonné et, pendant son incarcération, il publie le livre The Heart of Eurasia, qui critique le président kazakh Noursoultan Nazarbaïev.

### Activisme politique
Alors que le Kazakhstan fait encore partie de l'URSS, Aron Atabek s'oppose au parti communiste. Il est également le dirigeant d'Alash, un parti indépendantiste, ainsi que le président de Kazak Memleketi, une organisation nationaliste kazakhe. Après l'indépendance du pays, il devient un critique du gouvernement de Noursoultan Nazarbaïev.

### Emprisonnement
En 2007, Aron Atabek est condamné à une peine de 18 ans de prison pour son rôle dans l'organisation politique en opposition à la destruction d'un bidonville en 2006. Selon le tribunal, un policier serait décédé dans le cadre des manifestations.
En 2012, Aron Atabek publie The Heart of Eurasia après que le manuscrit est sorti clandestinement de la prison. À cause de cet incident, Atabek est condamné à deux ans d'isolement carcéral et transféré dans une prison située à Arkalyk, considérée comme l'une des plus répressives du pays. Après quinze années d'incarcération, il est libéré en octobre 2021 en raison de la détérioration de sa santé.
Aron Atabek a décrit ses conditions d'emprisonnement en isolement comme une « une prison dans une prison » ou « un vide absolu ». Son isolement prolongé est considéré comme allant à l'encontre du pacte international relatif aux droits civils et politiques, un traité dont le Kazakhstan est signataire. Son emprisonnement irait également à l'encontre de l'ensemble de règles minima pour le traitement des détenus en lui interdisant tout contact régulier avec ses proches.

### Mort
Aron Atabek meurt de la Covid-19 dans un hôpital d'Almaty le 24 novembre 2021, seulement un mois après sa libération,.

### Vie privée
Aron Atabek est marié à Jaïnagoul Aïdarkhan et a deux enfants.